# نصرت‌الدین ابوبکر
اتابک نصرت‌الدین ابوبکر بن محمد بن ایلدگز جهان پهلوان پسر اتابک نصرت‌الدین محمد، نوهٔ اتابک شمس‌الدین ایلدگز (بنیان‌گذار دودمان اتابکان آذربایجان) است. او پس از عمویش قزل ارسلان و از سال ۱۱۹۱ میلادی (۵۸۷ هجری) تا سال ۱۲۱۰ میلادی (۶۰۷ هجری) به مدت ۱۹ سال بر آذربایجان حکومت کرد و چهارمین پادشاه از دودمان اتابکان آذربایجان بود.
اتابک نصرت‌الدین ابوبکر با کشتن عمویش قزل ارسلان در تبریز بر تخت پادشاهی اتابکان آذربایجان نشست. دورهٔ حکومت او مصادف شده بود با حملات گاه‌وبیگاه گرجی‌ها به قلمرو اتابکان. اتابک نصرت‌الدین ابوبکر چندین بار حملهٔ آن‌ها را دفع کرد؛ ولی نهایتاً گرجی‌ها در سال ۱۲۱۰ میلادی (۶۰۷ هجری) بر اردبیل (مرکز پیشین آذربایجان) تسلط یافته و به قتل و غارت در آن پرداختند. سپس به تمام بخش‌های شمالی ایران از تبریز تا گرگان هجوم برده و به غارت آن‌ها پرداختند. در نتیجه در همین سال (۱۲۱۰ میلادی) دورهٔ حکومت اتابک نصرت‌الدین ابوبکر به پایان رسیده و برادرش اتابک مظفرالدین ازبک جانشین او شد.